# جاك دانيلز (سياسي)
جاك دانيلز هو سياسي أمريكي، ولد في 23 أكتوبر 1923 في كونسيل بلوفس في الولايات المتحدة، وتوفي في 3 سبتمبر 2003 في هوبز في الولايات المتحدة. نشط حزبياً في الحزب الديمقراطي. وقد انتخب عضو مجلس نواب نيومكسيكو ‏.